# Brachyglossula virescens
Brachyglossula virescens är en biart som beskrevs av Trucco Aleman 1999. Brachyglossula virescens ingår i släktet Brachyglossula och familjen korttungebin. Inga underarter finns listade.